# Pocinhos
Pocinhos là một đô thị thuộc bang Paraíba, Brasil. Đô thị này có diện tích 629,521 km², dân số năm 2007 là 15956 người, mật độ 23,3 người/km².